# Сырьезшур (деревня)
Сырьезшур (удм. Тыло) — деревня, расположенная в Малопургинском районе Удмуртской Республики, России. Входит в муниципальное образование Бобья-Учинское в соответствии с Законом УР от 14 июля 2005 г. N 47-РЗ «Об установлении границ муниципальных образований и наделении соответствующим статусом муниципальных образований на территории Малопургинского района Удмуртской Республики».
Население деревни на 1 января 2014 года насчитывает 155 человек. В деревне функционирует детский сад, фельдшерско-акушерский пункт.
Через деревню протекает река Сырьезшур.

## Основные улицы
- Центральная
- Зарека
- Новая
- Школьная